# Adstringent
Adstríngent (tudi adstríngens) ali krčílo je snov, ki zmanjšuje permeabilnost površine sluznice ali kože in kapilar ter s tem zmanjšuje vnetno reakcijo in občutljivost za zunanje vplive. Adstringent interagira z določenimi funkcionalnimi skupinami, zlasti sulfhidrilnimi, na površini beljakovin in zato povzroči njihovo obarjanje. Uporabljajo se kot antidiaroiki (učinkovine proti driski), protimikrobne in protiulkusne učinkovine, deodoranti, antiperspiranti, za zaustavljanje manjših krvavitev ipd. Krčilno (adstringentno) delujejo na primer kalijev aluminijev sulfat dodekahidrat, soli prehodnih elementov, čreslovine, formaldehid ...